# شکارچی سفید، قلب سیاه
شکارچی سفید، قلب سیاه (انگلیسی: White Hunter Black Heart) فیلمی در ژانر اکشن به کارگردانی کلینت ایستوود است که در سال ۱۹۹۰ منتشر شد.

## بازیگران
- کلینت ایستوود
- جفری‌دیوید فاهی
- الون آرمسترانگ
- ماریسا برنسون
- تیموتی اسپال
- ریچارد وارویک
- مل مارتین
- کلایو منتل